# Néchepsos
Néchepsos ou Nekauba est le nom que donne l'historien antique Manéthon à un roi « gouverneur » (ou régent) qui aurait gouverné  Saïs et la région autour pendant 6 ans entre Stéphinatès (assimilé Tefnakht II) et Nékao Ier. Il aurait régné
de 688 à 672 av. J.-C. sous la XXVe dynastie.

## Attestation
Aucune trace contemporaine du roi n'a été découverte. Il n'est en effet mentionné que par Manéthon.

## Roi incertain
En 2002, Olivier Perdu a publié une stèle de donation de l'an 2 découverte près de Sebennytos et datant du règne de Nékao Ier. Perdu a révélé que le style, la forme et le contenu de cette stèle étaient proches de ceux de la stèle de donation de l'an 8 de Tefnakht Ier, suggérant ainsi que ces deux rois saïtes étaient de proches contemporains et que Tefnakht II aurait régné sur Saïs vers 685 - 678 avant notre ère, juste avant Néchepsos et Nékao Ier, assimilant ainsi Tefnakht Ier à Tefnakht II. Les arguments de Perdu ne sont pas acceptés par de nombreux égyptologues qui ont critiqué les critères épigraphiques qu'il a utilisés.
En 2011, Kim Ryholt a proposé d'identifier le roi légendaire Néchepsos au roi Nékao II à partir de sources démotiques. Le nom du roi serait la transformation en grec de Ny-kȝ.w pȝ-šš (Néchao le sage) et Pétosiris correspondrait au personnage de Pétésis dans les documents démotiques.
Ryholt a également souligné que l'argument susmentionné de Perdu concernant la similitude des deux stèles (bien que Ryholt ait attribué la stèle de l'an 8 à Tefnakht II) pouvait constituer une preuve de l'élimination d'un roi intermédiaire entre Tefnakht II et Nékao Ier ; l'attribution de 6 ans de règne à Néchepsos séparerait les deux stèles d'un minimum de 7 ans alors que si Néchepsos n'existait pas, les deux stèles auraient pu être produites dans un délai d'un à deux ans puisque Nékao Ier aurait été le successeur immédiat de Tefnakht II.
Frédéric Payraudeau abonde dans le sens de Kim Ryholt et ajoute que Nékao Ier est considéré comme le « fils de Tefnakht », c'est-à-dire Tefnakht II, dans le Cycle d'Inarôs (ensemble de romans épiques datant de la Basse Époque).

## Pseudo-Néchepsos
Sous le nom de Néchepsos ou de Néchepsos-Pétosiris circulent des textes revenant à un Pseudo-Néchepsos ou à un Pseudo-Pétosiris. Ces textes écrits en grec traitent d'astrologie, de numérologie ; ils ont été rassemblés par E. Riess en 1891-1893 (Nechepsonis a Petosiridis fragmenta). Le titre est souvent : Astrologoumena. La date fait l'objet de débats : 80/60 av. J.-C. selon E. Riess, 150 av. J.-C. selon J. Kroll ; ils sont cités dès Thrasylle, astrologue de l'époque de Tibère (empereur de 14 à 37). Néchepsos est présenté comme un pharaon et Pétosiris comme un prêtre à son service, alors que le Pétosiris historique vivait vers -300 et le Néchepsos de Manéthon au début de la XXVIe dynastie saïte).